# Kiefersfelden
Kiefersfelden – miejscowość i gmina w Niemczech, w kraju związkowym Bawaria, w rejencji Górna Bawaria, w regionie Südostoberbayern, w powiecie Rosenheim. Leży w Alpach Bawarskich, około 27 km na południe od Rosenheimu, nad rzeką Inn, przy granicy z Austrią, autostradzie A93 i linii kolejowej Monachium – Innsbruck.

## Dzielnice
- Klausfeld
- Kranzach
- Au
- Rain
- Kohlstatt
- Hödenau
- Haidach
- Mühlbach
- Mühlau
- Schöffau
- Breitenau
- Unterkiefer

## Demografia
Dane o ludności z 31 grudnia 2008:
| Opis                                | Ogółem | Ogółem | Kobiety | Kobiety | Mężczyźni | Mężczyźni |
| ----------------------------------- | ------ | ------ | ------- | ------- | --------- | --------- |
| Jednostka                           | osób   | %      | osób    | %       | osób      | %         |
| Populacja                           | 6804   | 100    | 3422    | 50,29   | 3382      | 49,71     |
| Wiek przedprodukcyjny (0–17 lat)    | 1003   | 14,74  | 518     | 7,61    | 485       | 7,13      |
| Wiek produkcyjny (18–65 lat)        | 4227   | 62,13  | 2026    | 29,78   | 2201      | 32,35     |
| Wiek poprodukcyjny (powyżej 65 lat) | 1574   | 23,13  | 878     | 12,9    | 696       | 10,23     |

## Galeria

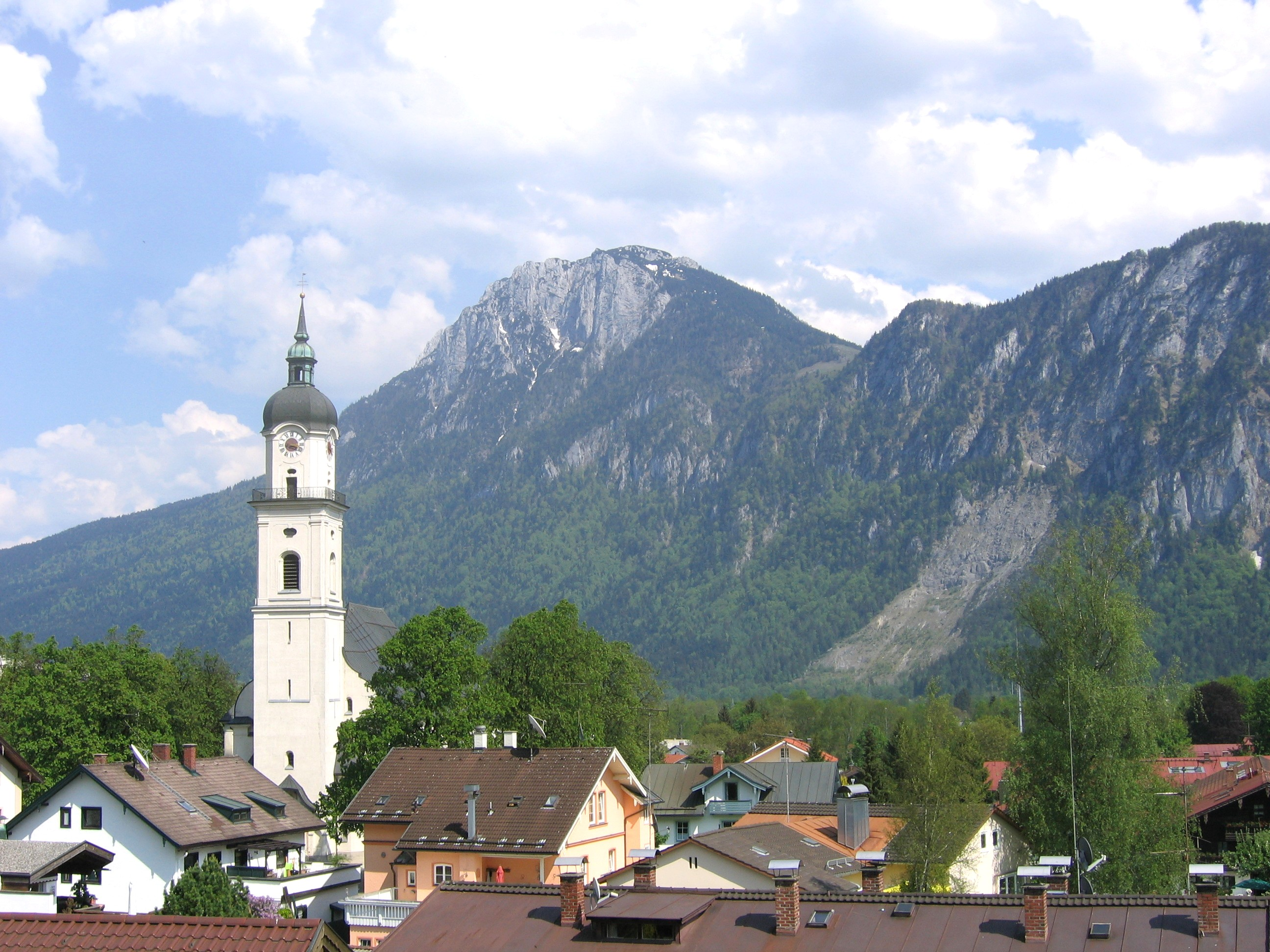
Kiefersfelden
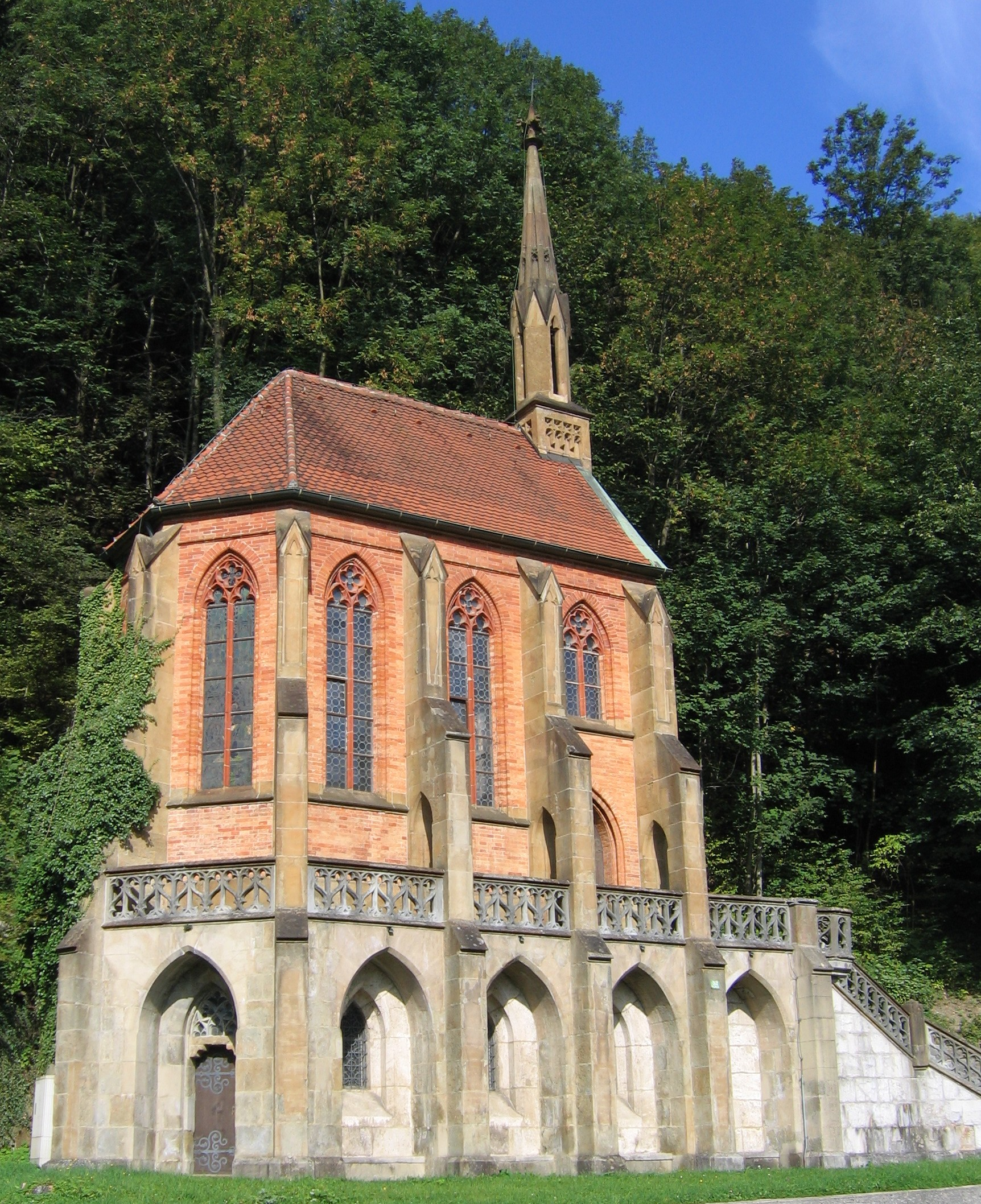
Kaplica Ottona
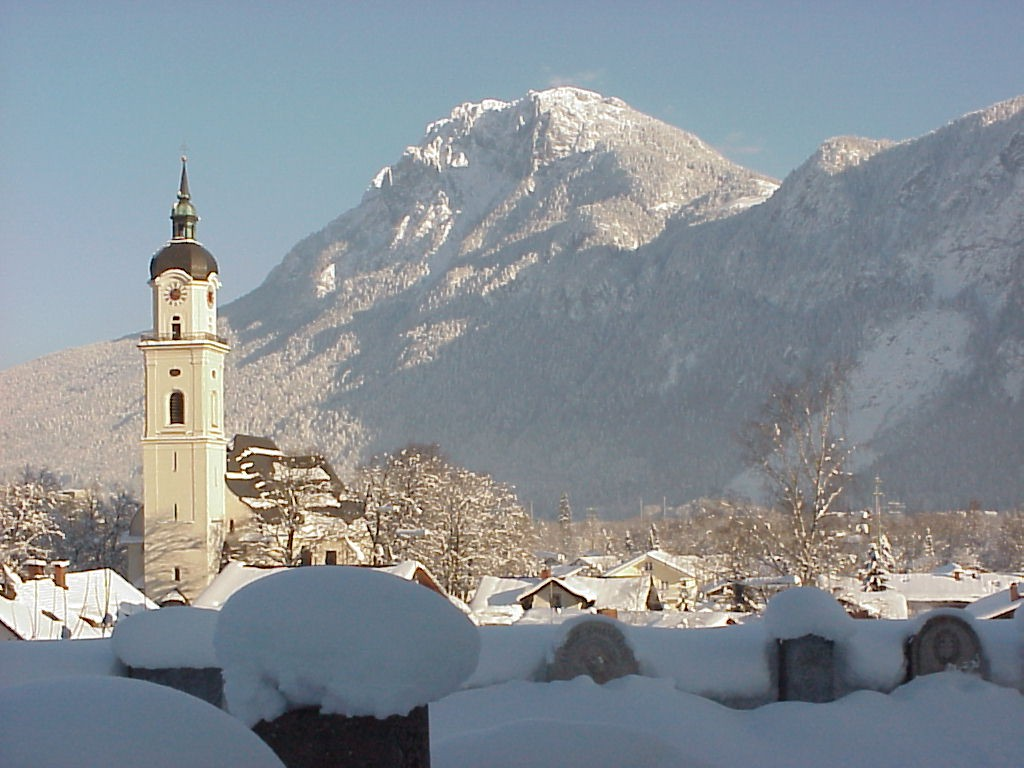
Kiefersfelden zimą
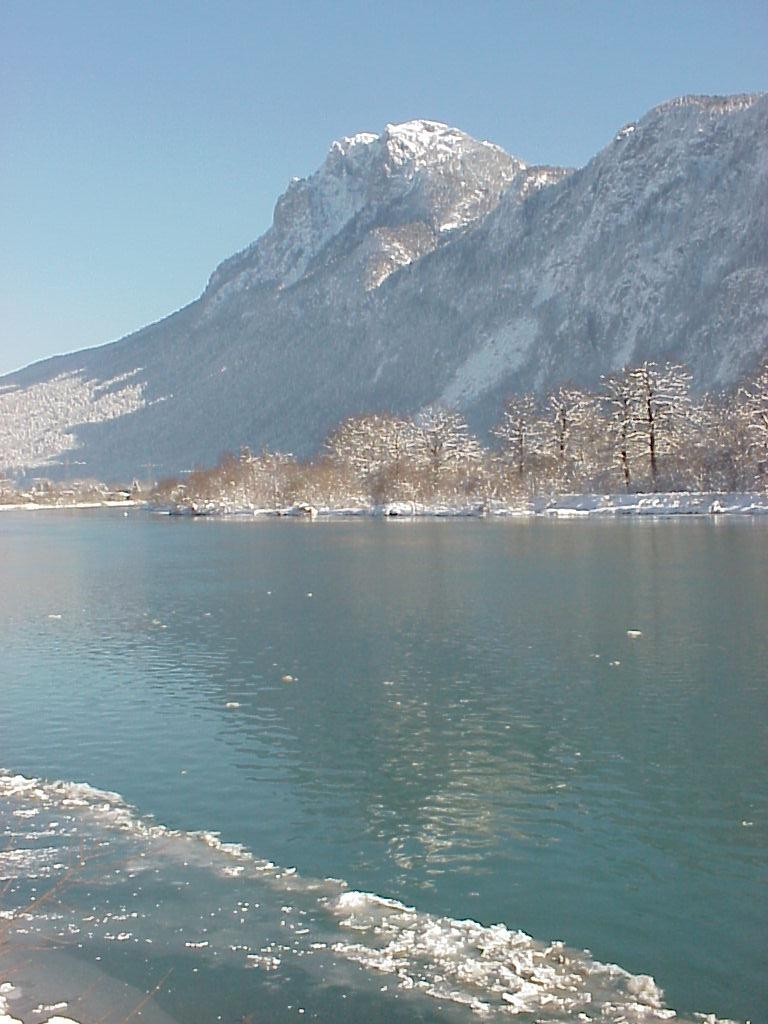
Inn w Kiefersfelden

## Polityka
Wójtem gminy jest Erwin Rinner z CSU, rada gminy składa się z 20 osób.
|      | CSU | SPD | UWG/FW | Razem |
| 2008 | 8   | 5   | 7      | 20    |
| 2002 | 8   | 7   | 5      | 20    |